# Ligne des Sorinières à Rocheservière
La ligne des Sorinières à Rocheservière est une ligne de chemin de fer à voie métrique disparue, située dans les départements de la Loire-Atlantique et de la Vendée. 
Créée en 1903, elle fait partie du réseau exploité par la Compagnie française de chemins de fer à voie étroite (CFVE) qui gère aussi la ligne de Nantes à Legé jusqu'à sa fermeture définitive en 1935.

## Historique
La ligne des Sorinières à Rocheservière est construite en deux étapes : 
- un premier tronçon, totalement situé dans le département de la Loire-Inférieure[2], long de 36 km est inauguré le 22 novembre 1903. Il relie deux communes du sud du département, Les Sorinières et Vieillevigne.
- un prolongement de 6 km inauguré le 1er janvier 1908, relie la commune de Vieillevigne à  celle de Rocheservière en Vendée, nouveau terminus de la ligne[1].

Plusieurs projets  ont pour intention de relier le réseau du CFVE avec celui du département de Maine-et-Loire et vont avorter, notamment du fait de l'opposition de communes. La CFVE a également le projet de relier les deux lignes de son réseau. Pour cela elle envisage de  créer une jonction entre les terminus  de Rochesevière et Legé. La guerre de 1914-1918 ne permet pas la réalisation de cette liaison.  
La ligne est définitivement fermée le 1er mai 1935 .

## Caractéristiques

### Tracé
Le tracé tortueux de la ligne répond au besoin de desservir un maximum de communes. Ce choix se révéla être un véritable handicap face à la concurrence de la route. Ainsi pour rejoindre Aigrefeuille à partir de Nantes, le détour ferroviaire par Montbert mesure 27 km. Par la route nationale 137, cette distance n'est que de 22 km. De même, le parcours de Vieillevigne à Nantes représente 40 km par la voie ferrée et 32,5 km par la route.
L'origine de la ligne est une bifurcation de la ligne Nantes - Legé située à la sortie de la gare des Sorinières. Ensuite elle contourne la périphérie ouest du bourg et dessert la station du « Gros Cailloux ». Obliquant brusquement vers le sud, elle atteint la gare du Bignon à l'ouest de ce bourg. À la sortie de la station, la voie continue de nouveau à travers champs en direction de l'arrêt « Les Chaises », puis longe le chemin, jusqu'au pont métallique de 6 m de long, permettant le franchissement de l'Ognon. Elle poursuit ensuite jusqu'à la gare commune desservant Montbert et Geneston. Elle longe la limite nord du bourg de Montbert, traverse à nouveau l'Ognon sur un pont métallique de 8 m et prend brusquement la direction est, vers Aigrefeuille-sur-Maine en desservant au passage l'arrêt « Le Claveleau ». Parvenue au sud de l'agglomération d'Aigrefeuille, la ligne entre dans la gare desservant ce bourg. Elle reprend alors la direction sud, sud-est, le long de la Maine jusqu'à la gare de Remouillé, et se dirige de nouveau vers le sud-ouest, desservant l'arrêt du « Marché-Neuf-La-Chalénie », puis à travers champs atteint la gare de La Planche. À la sortie de cette gare, la ligne traverse une troisième fois l'Ognon sur un pont métallique de 8 m et poursuit sa course vers le sud avant d'entrer en gare de Vieillevigne.
À la sortie de cette station la voie continue son parcours à travers champs, dessert l'arrêt de « La Barrillère », puis traverse l'Issoire sur un pont voûté de 4 m. Désormais arrivée sur le territoire du département de la Vendée, la ligne atteint  la station terminus de Rocheservière.

### Gares
Les principales sont :
- Les Sorinières[4]
- Le Bignon[5]
- Montbert/Geneston
- Aigrefeuille-sur-Maine
- Remouillé
- La Planche
- Vieillevigne
- Rocheservière

## Exploitation

### Matériel roulant
Deux types de locomotive sont utilisés :
- Locomotives 030T livrées par la SACM
- Locomotives 030T livrées par Corpet-Louvet, N° 52 à 54 livrées en 1902 et 1903 N° de construction 933, 934 et 936.